# Giorgio Napolitano
Giorgio Napolitano (n. 29 iunie 1925, Napoli, Italia – d. 22 septembrie 2023, Roma, Italia) a fost un politician  italian, care a fost al unsprezecelea președinte al Italiei, între 2006 și 2015, fiind primul care a fost reales în funcție.  Datorită poziției sale dominante în politica italiană, unii critici l-au numit uneori Re Giorgio („Regele Giorgio”). A fost președintele cel mai longeviv și cu cea mai lungă durată a mandatului din istoria Republicii Italiene - care există din 1946.
Napolitano a fost pentru o perioadă mare membru al Partidului Comunist Italian și al succesorilor săi social-democrați post-comuniști, care s-au succedat, cum ar fi Partidul Democrat de Stânga și următoarele partide. A fost un membru de frunte al migliorismo, o facțiune de modernizare de dreapta a partidului. Ales pentru prima dată în Camera Deputaților în 1953, s-a dedicat asiduu vieții parlamentare și a fost președinte al Camerei Deputaților din 1992 până în 1994. A fost și ministru de interne din 1996 până în 1998 în timpul primului guvern al lui Romano Prodi. Altă demnitate deținută a fost cea de membru al Parlamentului European în perioada 1999-2004. 
Napolitano a fost numit senator pe viață în 2005 de către președintele de atunci Carlo Azeglio Ciampi. La alegerile prezidențiale italiene din mai 2006 a fost ales de Parlamentul italian președinte al Italiei. Napolitano a fost primul fost comunist care a devenit președinte al Italiei. În timpul primului său mandat, el a supervizat atât guvernele coaliției de centru-stânga, cum ar fi cel de-al doilea guvern Prodi, cât și coaliția de centru-dreapta din cel de-al patrulea guvern Berlusconi. În noiembrie 2011 Silvio Berlusconi a demisionat din funcția de prim-ministru al Italiei, pe fondul unor probleme financiare și economice. În conformitate cu rolul său constituțional, Napolitano i-a cerut atunci fostului comisar european Mario Monti să formeze un cabinet, care a fost numit de critici „guvernul președintelui”.
Când mandatul său prezidențial de șapte ani a expirat, Napolitano (pe atunci în vârstă de 87 de ani) a acceptat cu greu rezultatele alegerilor prezidențiale italiene din aprilie 2013, devenind primul președinte al Italiei care a dus la capăt un al doilea mandat, pentru a garanta continuitatea instituțiilor țării în timpul impasului parlamentar care a urmat alegerilor generale italiene din februarie 2013. După ce a fost reales președinte cu un larg sprijin între partidele din Parlament, el a depășit impasul invitându-l pe Enrico Letta să propună un guvern al unei mari coaliții. Când Letta și-a prezentat demisia pe 14 februarie 2014, Napolitano l-a mandatat pe Matteo Renzi (contestatarul facțiunii lui Letta) să formeze un nou guvern. După un timp record de opt ani și jumătate în calitate de președinte și invocând vârsta înaintată, Napolitano, la 89 de ani, a demisionat în ianuarie 2015, reluându-și apoi poziția din Senat. 
Napolitano a fost adesea acuzat de criticii săi că a transformat un rol în mare măsură ceremonial într-unul politic și executiv, devenind în anii mandatului său adevăratul conducător din culise al politicii italiene.  Susținătorii l-au creditat cu salvarea Italiei din pragul incapacității de plată în timpul crizei datoriilor europene și din impasurile politice ulterioare, care au ajutat la stabilizarea țării. La momentul decesului său în 2023, Napolitano era singurul fost președinte italian în viață, precum și cel mai longeviv președinte dintre toți.